# Пропагандистская филателия

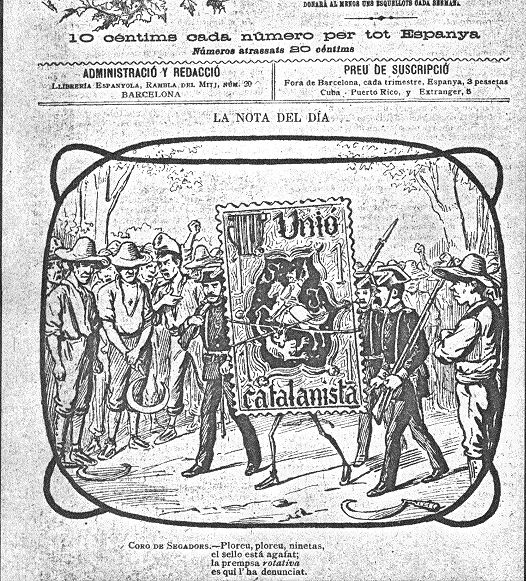
Часть полосы каталонского сатирического листка с карикатурой: полиция Испании арестовывает каталонскую пропагандистскую марку (1899)

Пропаганди́стская филатели́я — коллекционирование и изучение поддельных, пародируемых знаков почтовой оплаты и/или маркоподобных виньеток, издающихся с пропагандистскими целями в ходе противостояния различных режимов, организаций, движений, конкуренции идеологий, идей. В более широком смысле пропагандистская филателия охватывает коллекционирование и изучение любых знаков почтовой оплаты, отправлений и иных артефактов, особенности прохождения почты или сюжеты которых касаются этой темы, а также саму совокупность таковых.

## Понятие и статус
Такие выпуски распространяются на неприятельской территории нелегально и имеют статус подделок (англ. forgeries), фальсификаций (fakes), фантазий или «марок-синдерелл». Случаев прохождения ими почты обычно немного, большинство попыток запуска в обращение идентифицируются и ликвидируются почтовыми служащими и/или спецслужбами государства-жертвы. Как следствие, на филателистическом рынке во многих случаях циркулирует большое количество подделок этих подделок. Тем не менее, в отличие от пропагандистских открыток, пропагандистские почтовые марки благодаря своим небольшим размерам и способности к мимикрии обладают бо́льшим потенциалом проникновения внутрь неприятельских коммуникаций и доступностью для его населения. Такие марки являются одним из действенных орудий в психологических, информационных, идеологических войнах.

Политические сюжеты были широко распространены на марках СССР, а филателия рассматривалась как средство пропаганды и коммунистического воспитания трудящихся, согласно Уставу Всесоюзного общества филателистов, органом которого был журнал «Филателия СССР» (обложка журнала № 3 за 1975 год с подборкой марок на политические сюжеты)

Пропагандистскую филателию не следует смешивать с совокупностью знаков почтовой оплаты с политическими сюжетами — официальными выпусками, легально распространяющимися почтовыми учреждениями той или иной страны на своей территории. Любая почтовая марка, по большому счёту, несёт на себе определённую пропагандистскую нагрузку, так как содержит, как минимум, текст названия издавшего её государства и наименование его валюты: тем самым она, независимо от темы, которой посвящена, как бы агитирует за существующие в стране порядки, режим. Тем более не может не быть в широком смысле пропагандистской марка с политическим сюжетом. Поэтому распространение понятия пропагандистской филателии на официальные государственные почтовые эмиссии де-факто выхолащивает его, делая неотличимым от темы «Политическая филателия».

## Цели и задачи
Целями эмиссии пропагандистских знаков почтовой оплаты могут являться:
- понижение, подрыв моральной стойкости, духа, доверия к своим властям среди населения вражеской стороны, посев сомнений в эффективности, легитимности, справедливости правящего режима, адекватности его целей и действий;
- намерения спровоцировать население вражеской стороны на массовые акции неповиновения, саботажа, иные формы активного и пассивного сопротивления правящему режиму;
- переориентация населения вражеской стороны на помощь конкурирующим (внешним и/или внутренним) силам, организация «пятой колонны» — и, тем самым, стимулирование кризиса правящего режима, облегчение себе задачи его смены, победы своих идей, установления своих идеологических норм;
- мобилизация, сплочение своего населения при отпоре врагу, напоминание о базовых общественных ценностях, повышение морального духа, доверия власти;
- популяризация и косвенная легитимизация непризнанных, изгнанных, ущемлённых, преследуемых идей, организаций, правительств с помощью использования почтовой системы господствующего режима и/или мирового общественного мнения.

В некоторых случаях к этим целям добавляются намерения подорвать доверие и дезорганизовать нормальную работу государственных почтовых учреждений противостоящей стороны, а также отказ от спонсирования их благополучия и развития с помощью оплаты почтовых сборов своими резидентами при пересылке их корреспонденции. Впрочем последнее можно отнести к декларативным мотивам и, в любом случае, такие мотивы вряд ли являются основными: расходы по фальсификации, тиражированию и распространению знаков почтовой оплаты среди резидентов несопоставимы с почтовыми расходами последних.
Выпуск пропагандистских знаков почтовой оплаты также может являться попыткой их мимикрии под официальные эмиссии озабоченного общественными проблемами режима — с целью получения эмитентом дополнительных денежных средств путём продажи знаков почтовой оплаты введённым в заблуждение филателистам «от имени» официальной власти.
Ниже рассказывается о некоторых наиболее известных эмиссиях пропагандистских марок.

## Пропаганда политического вектора

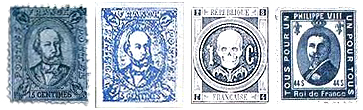
Марки в честь «Генриха V» (1871 и 1874), антиреспубликанская марка (1874) и марка в честь «Филиппа VIII» (1908)

### Марки французских монархистов
Первыми пропагандистскими промонархическими марками Франции считаются эмиссии 1871 (или 1873) и 1874 годов, выпущенные в честь претендента на французский престол под именем «Генрих V» графа де Шамбора, последнего представителя старшей линии французских Бурбонов.
Он появился на свет почти через восемь месяцев после убийства отца, герцога Шарля Беррийского, племянника Людовика XVIII, и известен как «дитя чуда». Новорождённый принц получил при крещении имена Генрих и Дьёдонэ (фр. Dieudonné — богоданный). В его честь написаны оды Ламартина и молодого Виктора Гюго. После Июльской революции 1830 года Карл X отрёкся от престола в пользу внука и легитимисты провозгласили де Шамбора королём Генрихом V. Из-за интриг конкурента, Луи-Филиппа, Анри оказался в изгнании в Австрийской империи. После смерти деда в 1836 году и дяди в 1844 году он повторно стал претендентом. В 1873 году монархическое большинство Палаты депутатов предложило графу де Шамбору корону, однако позже Палата депутатов с перевесом в один голос приняла закон о республиканском строе во Франции. Так де Шамбор упустил свой второй шанс.
Марки с портретом де Шамбора отпечатаны с помощью литографии на жёлтой, розовой, зелёной и серой бумаге и имеют номиналы в 10 и 15 сантимов (повторный выпуск — 5 сантимов), часть тиража перфорирована. На всех таких марках стоят слова «Postes» и «France», что позволяет относить их к фальшивкам (англ. bogus), а не просто к фантазиям. Помимо собственно портрета «короля» французские монархисты в 1874 году выпустили односантимовую марку с надписью «Республика Франция», черепом и крыльями летучей мыши в качестве «воротника» — что олицетворяло, по их замыслу, смерть этой республики.
Последняя промонархическая серия датируется 1908 годом и не имела номиналов. На этих марках был изображён претендент на вакантный королевский престол Франции из конкурировавшей с де Шамбором династической ветви — Филипп VIII, герцог Орлеанский, родственник Луи-Филиппа. Текст на первой марке — «Всё, что Государство, принадлежит Нам». На второй — «Филипп VIII, король Франции. Всё для одного, один для всех». На третьей — «Герцог Орлеанский, который будет Филиппом VIII, королём Франции». Эти марки известны и на прошедших почту конвертах, будучи наклеенными рядом с официальными почтовыми марками Французской республики того времени.

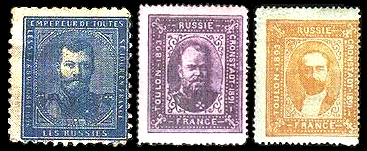
Марки в честь визита императора России во Францию 5—7 октября 1896 года: Николай II, Александр III, президент Франции Сади Карно (1896)

### Марки российско-французской дружбы
Редким случаем, когда пропагандистские марки выпускаются не с целью протеста, а как знак одобрения происходящего, стал выпуск серии, приуроченной к государственному визиту Николая II с императрицей во Францию в октябре 1896 года и демонстрировала поддержку российско-французского союза со стороны истеблишмента этой страны.
Россия, политика которой долгое время имела прогерманский вектор, в том числе и в ходе франко-прусской войны 1870—1871 годов, после убийства Александра II в марте 1881 года и особенно после коронации Вильгельма II в 1888 году, охладела к германской стороне и переориентировалась на союзнические отношения с Францией и Великобританией. Окончательно русско-германский союз был прекращён в 1890 году, а уже в 1891 в Кронштадте и в 1893 в Тулоне были налажены франко-российские отношения. Но Александр III в 1894 году умер, и Франция, принимая нового российского царя, сильно тревожилась о будущем союза: незадолго до этого Николай II с Вильгельмом II принимали участие в совместных военных манёврах в Киеве.
Париж приложил все усилия, чтобы показать своё максимальное расположение. Характерная деталь: по пути следования царской четы каштановые деревья были декорированы раскрашенными бумажными цветами. Той же цели служил и организованный французскими промышленниками выпуск серии марок с портретами известных персон, ассоциирующихся с императорским визитом. В частности, на голубой марке изображён Николай II и надпись «Император всероссийский. Визит во Францию, 5, 6, 7 октября 1896», а жёлтая и сиреневая представляют президента Франции Сади Карно и Александра III с надписью в рамках: «Россия — Франция. Кронштадт 1891 — Тулон 1893».

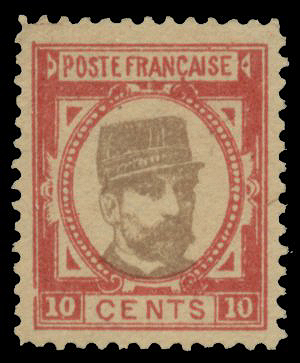
Марка Жоржа Буланже, несостоявшегося диктатора Франции (конец 1880-х)

### Марки Жоржа Буланже (Франция)
Генерал Жорж Буланже был самым узнаваемым и популярным военачальником во Франции последней четверти XIX века. В 1886 году он стал военным министром республики и выступил как организатор и вдохновитель «партии реванша» после поражения Франции во франко-прусской войне 1870—1871 годов. Вдохновившись примером Наполеона и видя в Буланже адекватного лидера (как показали дальнейшие события, необоснованно), радикально настроенная часть армии принялась готовить государственный переворот с целью установления диктатуры. В 1889 году в решающий момент Буланже на пике своей популярности окончательно запутался в интригах между двумя противоположными по идеологии партиями, перед ним открылась перспектива судебного преследования и наказания. Генерал счёл за благо бросить Париж и скрыться в Брюсселе, а затем и в Лондоне. В 1891 году Жорж Буланже совершил самоубийство.
Не повезло ему и с марками, отпечатанными в его честь: их тираж был заказан в конце 1880-х годов неназванным немцем, рассчитывавшим в случае успешного прихода Буланже к власти на прибыльные продажи своих «пророческих» марок. Была отпечатана серия из двенадцати номиналов от 1 сантима до 20 франков, как с перфорацией, так и без неё. На всех марках коричневый портрет будущего диктатора в обрамлении различных цветов и на бумаге трёх оттенков — белой, жёлтой и голубой. Точная дата эмиссии остаётся неизвестной.

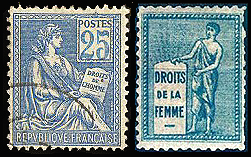
Мушон (стандартная серия Франции), «Права человека», 1900) и марка-пародия «Права женщин»

### Марка французскихсуфражисток
В 1900 году во Франции был введён в обращение новый стандартный выпуск почтовых марок, так называемого типа «Мушон». На одной из почтовых миниатюр была изображена аллегорическая сидящая женщина в хламиде, держащая щит с надписью «права человека». Во французском языке слово homme в зависимости от контекста может обозначать как «человек», так и «мужчина». Соответственно, суфражистки, боровшиеся за права женщин, истолковали девиз как «права мужчины» — и выпустили в 1901 году ироническую пропагандистскую марку, изображавшую стоящую мужскую фигуру в лохмотьях, держащую стиральную доску с противоположным по смыслу слоганом — «Права женщины» (фр. «Droits de la Femme»). Марка имела большой успех.

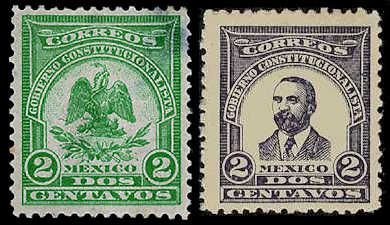
Почтовая марка стандартного выпуска Мексики 1914 года(Sc #387) и марка в честь Франсиско Мадеро

### Марки Франсиско Мадеро (Мексика)
Франсиско Мадеро в 1908 году организовал Антиреэлексионистскую партию, выступавшую против переизбраний диктатора Порфирио Диаса. На президентских выборах 1910 года Мадеро и пять тысяч его сторонников были арестованы. Совершив побег из тюрьмы в соседний Техас, Мадеро призвал народ Мексики к восстанию. В феврале 1911 года он примкнул к революционному отряду Панчо Вильи, при его поддержке сверг Диаса и в ноябре того же года стал президентом. Однако уже в феврале 1913 года генерал Викториано Уэрта совершил новый переворот, в ходе которого Мадеро был низложен и через четыре дня застрелен.
Некоторое время спустя Панчо Вилья заказал в типографии «Эллис Бразерс» (англ. Ellis Brothers Printing) в Эль-Пасо в Техасе выпуск марок с рисунком, аналогичным «денверскому выпуску» почтовых марок Мексики 1914 года, но с портретом убитого Мадеро в центре вместо герба страны — орла со змеёй в клюве. Было выпущено пять номиналов с водяными знаками, частично с перфорацией и клеем: одноцентовая зелёная, двухцентовая сиреневая, трёхцентовая красная, пятицентовая голубая и десятицентовая оранжевая. Имеется масса разновидностей.
Далее дело Панчо Вилья, однако, снова пошло в гору, причём настолько стремительно (его армия заняла столицу страны), что он отбыл в Мехико и потерял интерес к своему заказу, оставив весь большой тираж сомнительных марок в типографии. Где последний и пролежал всё то время, пока Вилья сражался с правительственными войсками и интервентами из США, был побеждён, отошёл от борьбы и в 1923 году застрелен. В 1940-х годах на «Эллис Брозерс» случился пожар, уничтоживший не только тираж марок, но и типографию вместе со всей её документацией, которая могла бы прояснить подробности странной эмиссии. Ныне у филателистов нет единого мнения, считать ли немногие оставшиеся марки Мадеро «подготовленными, но не выпущенными» или налицо одна из филателистических фантазий.

### Марки Булак-Балаховича (Латвия)
Станислав Булак-Балахович — политический авантюрист с крайне запутанной биографией. Георгиевский кавалер царской армии, с началом революции он организовал свой первый «партизанский отряд» под Лугой, затем перешёл на сторону большевиков, устраивал карательные акции. В ноябре 1918 года перешёл с отрядом в 400 сабель к белым, став ротмистром, устроил переворот во Пскове, в январе 1919 года примкнул к Северному корпусу генерала Родзянко, практиковал еврейские погромы. Осенью 1919 года Булак-Балахович бежал в Эстонию и формально вместе с отрядом поступил в эстонскую армию.
Тем временем формально сохранявшая после разгрома Белорусской Народной Республики (БНР) свой статус «Военно-дипломатическая миссия БНР в Латвии и Эстонии», базировавшаяся в Риге, в январе 1920 года обратилась к министру финансов Латвии с просьбой за счёт латвийских средств издать для отрядов Булак-Балаховича, находившегося в Мариенбурге (ныне Алуксне), специальные марки. Последние по сути изначально предназначались де-факто не столько для реального почтового обращения, сколько для пропагандистских целей и последующих филателистических спекуляций. Вот отрывок из письма министру:
В целях удешевления издания Особый Отряд БНР хотел бы получить по 500 000 экземпляров каждого достоинства марок не прорезанными по краям, а из них половину (то есть 250 000 непрорезанных) ещё и без гуммиарабика…
Бытует мнение, что автором выпуска был художник Рихард Зариньш (прототип рисунка — гравюра У. де Гарнека). Однако в действительности Зариньш не имел к этим маркам никакого отношения.

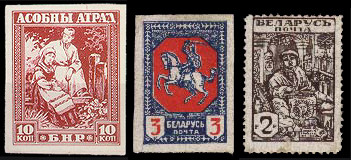
Марки для Белорусской Народной Республики («Асобного Атрада БНР» Булак-Балаховича, 1920 и 1921)

Марки были отпечатаны в феврале 1920 года на типографских мощностях Экспедиции заготовления государственных бумаг Латвии. Они имели номиналы 5 (зелёная), 10 (красная), 15 (фиолетовая), 50 (голубая) копеек и 1 рубль (коричневая) — в общей сложности по 1 млн экземпляров каждого номинала со всеми предполагавшимися разновидностями. Было также получено разрешение от министра транспорта Латвии на франкировку ими проходящей через латвийскую почту корреспонденции — чем Военно-дипломатическая миссия БНР и пользовалась для своих нужд в пределах Латвии с середины марта по середину апреля (когда миссии стало известно о ликвидации почтовой службы Особого отряда в Мариенбурге). Несмотря на уничтожение по акту литографского камня и клише этих марок, уже в марте 1920 года, ещё до поступления марок непосредственно в Особый отряд, они стали в больших количествах обнаруживаться на филателистических рынках Германии и Латвии и были расценены как фальсификаты. В апреле же открылось, что двумя месяцами ранее отряд Балаховича, для которого миссия заказывала марки, захватил в Ревеле генерала Юденича. Булак-Балахович пытался шантажировать последнего сдачей в ЧК красным, вымогая 100 тысяч фунтов стерлингов, после чего Юденич был освобождён эстонскими властями, а Булак-Балахович изгнан из Эстонии и, видимо, изменил к себе отношение и в Латвии.
С марта 1920 года он, однако, вновь приступил к формированию «партизанских» отрядов уже в интересах Польши, с которой с лета 1919 года вёл тайные переговоры, и к августу 1920 года объявил себя командиром «партизанской дивизии», продолжив заниматься погромами. После перемирия, заключённого поляками с РСФСР в октябре 1920 года, дивизия Балаховича, действуя якобы самостоятельно, но фактически оставаясь на снабжении у поляков, захватила Мозырь, где Булак-Балахович 12 ноября провозгласил «воссоздание» павшей полтора года назад Белорусской Народной Республики. Однако уже к 19 ноября его войска были разгромлены Красной Армией.
Марки второго и третьего типа БНР были отпечатаны в 1921 году в Ковно (Литва), официально — для белорусского общества Красного Креста с целью помощи беженцам. Впрочем какие-либо соответствующие признаки на самих марках отсутствуют. Большинство каталогов и экспертов сходятся во мнении, что в данном случае налицо частные фантазии, изданные с пропагандистскими целями и обладающие признаками почтовых марок для возможного запуска их в обращение в случае успеха мятежа. Нынешняя каталожная стоимость каждого экземпляра всех выпусков БНР — 1—2 пенса. Известны фальшивые гашения.
После эмиграции «правительства» БНР в Польшу Булак-Балахович был провозглашён «верховным командующим вооружённых сил Белоруссии», перейдя под командование Юзефа Пилсудского. Став его верным сподвижником во многих начинаниях, получил звание генерала польской армии и лицензию на поместье в Беловежской пуще. Балахович поучаствовал в ряде новых авантюр, а в мае 1940 года был убит немецким патрулём в Варшаве. О судьбе трупа и наличии могилы Булак-Балаховича, впрочем, ничего не известно.

Марка-презентация британской авиапочты (1923)

Любопытно, что спустя 50 лет, в 1971 году, в ходе забастовки британских почтовых служащих Ассоциация белорусов в Великобритании использовала для организованного ей штрейкбрехерского частного почтового обслуживания часть тиражей первого (рижского) выпуска марок БНР, надпечатав их «ZBVB POST» и проставив номинал в 10 пенсов.

### Марки британскойавиапочты
Великобритания является одной из немногих стран мира, которые никогда не выпускали авиапочтовых марок (мораторий нарушен с 2003 года). В 1922 году фирма «Брэдбери, Уилкинсон и Ко» в пропагандистских целях напечатала небольшой тираж собственноручно нарисованных марок с надписью «Британская авиапочта» («British Air Mail») для презентации этой идеи Королевской почте страны, однако к ним там отнеслись прохладно. Второй выпуск таких марок (розовый и зелёный «Меркурий») продавался той же фирмой на Международной филателистической выставке в Лондоне в 1923 году. Но своей цели он тоже не достиг.

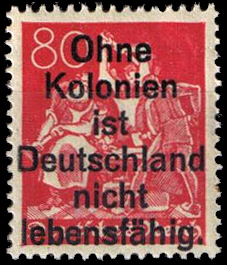
Частная пропагандистская надпечатка на марке Германии (1921, 80 пфеннигов), призывающая к возврату утраченных колоний(Sc #145)

### Марки германскихреваншистов

Почтовая марка Германского Самоа 1900 года(Sc #66) и пропагандистская марка Германии «Самоа» из серии «Утраченные территории»

Германские колонии имели большое экономическое значение для империи, их утрата по итогам Первой мировой войны нанесла ей серьёзный ущерб. На фоне хронических экономических неурядиц Веймарской республики приобретала популярность идея возврата отторгнутых земель.
В частности, с 1920 года в Германии получила распространение изданная несколькими неназванными частными компаниями пропагандистская серия непочтовых марок «Утраченные территории» — по одной марке для каждой такой территории, европейской или заморской. Все эти синдереллы имели чёрный траурный фон и центральный рисунок. Номинал не указывался.
«Колониальная» часть серии (10 из 19 марок) повторяла основные черты официально выпущенных Рейхспочтой колониальных марок серии «Яхта „Гогенцоллерн“» — в центре в овале рисунок этой яхты в сопровождении приспущенного знамени кайзерлихмарине. Марки печатались в листах по 20 штук (5 × 4), а также наборами в виде оформленных в красно-чёрных имперских цветах перфорированных подарочных листков с пояснениями и реваншистскими призывами.

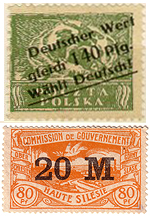
Пропагандистская прогерманская марка и почтовая марка Комиссии по управлению Верхней Силезией (1921)

Интересны также германские пропагандистские марки Верхней Силезии, усиленно распространявшиеся прогермански ориентированными местными организациями с целью повлиять на результаты проводившегося в 1921 году по условиям Версальского договора референдума по самоопределению этой территории. Силезия с первой половины XVI века управлялась австрийцами, а с 1740-х годов — Пруссией. Этот промышленно развитый район имел смешанное немецко-польское население и представлял большой интерес для Германии. Для пропаганды были использованы польские почтовые марки (Sc #A12, A13 и A14); они были надпечатаны в три строки: «Достойные немцы голосуют за Германию!» и имели номиналы в 7, 21, 42, 70 и 140 пфеннигов. Марки почтового хождения не имели, а средства шли в фонды агитаторов. По плебисциту голоса разделились примерно поровну, поэтому Верхняя Силезия была разделена Лигой Наций между Германией и Польшей.

Марки Еврейского национального фонда (1940)

### Марки сионистов
В мае 1939 года британское правительство опубликовало «Декларацию о политике в Палестине» — так называемую «Белую книгу» (White Paper), или «Меморандум Макдональда». В ней указывалось, что обещанный декларацией Бальфура 1917 года «еврейский национальный очаг» в Палестине, находящейся под британским мандатом Лиги Наций, уже создан и дальнейшее его развитие будет нарушением обязательств Великобритании перед арабами. В Белой книге намечалось постепенное создание арабо-еврейского государства и вводились квоты для еврейской иммиграции до 75 тысяч человек в год с последующим прекращением и сворачиванием через пять лет процесса выкупа земель в Палестине сионистскими организациями.
В 1940 году Еврейский национальный фонд, на землях которого к этому времени проживало 10 % еврейского населения Палестины, издал серию из четырёх пропагандистских марок, с помощью которых можно было выразить протест по поводу Белой книги. На них была изображена Стена плача в Иерусалиме (место, у которого в августе 1929 года произошли первые массовые межконфессиональные стычки, что считается началом арабо-еврейского вооружённого конфликта). Надпись на марках гласит: «Если я забуду тебя, Иерусалим, да отсохнет моя правая рука». Были выпущены и марки с иными сюжетами — в частности, с вооружённым бойцом на фоне тренировочного лагеря Еврейского национального фонда в киббуце Ханита (Hanita) в Галилее: после Белой книги сионистами было принято решение о начале вооружённой террористической борьбы за своё государство против британских властей.
В 2006 году Еврейскому национальному фонду принадлежало 14 % израильских земель Палестины, на них сегодня проживает 70—80 % израильтян.

Марки «Царской болгарской почты» (1963 и 1964)

### Марки царяСимеона(Испания)
В 1963—1964 годах на филателистическом рынке появились марки с надписью «Царска българска поща» («Царская болгарская почта»), кириллицей и латиницей. Первый выпуск, посвящённый памяти Джона Кеннеди, состоял из трёх марок (80 стотинок, 1,60 и 2 лева), второй был издан в связи с зимними Олимпийскими играми в Иннсбруке (8, 24, 32, 80 стотинок и 1,20 лева), с перфорацией и без неё. Распространялись также блоки, малые листы и конверты первого дня.
Эта продукция издавалась Драгомиром Продановым, эмигрировавшим в 1944 году из Болгарии на Запад офицером царской тайной полиции. Позже он осел в Парагвае, затем был вынужден покинуть его. Случай свёл Проданова с проживавшим с семьёй в Испании последним царём Болгарии Симеоном II, сыном Бориса III. С целью пропаганды болгарской монархии, а также для поддержания самих монархистов в эмиграции Проданов организовал выпуск марок для «царской канцелярии». Марки гасились в Мадриде почтовым автоматом испанской почты, после чего распространялись среди филателистов.
По утверждениям ряда источников, сам Симеон не был осведомлён о попытках использования «своих» марок в почтовых целях. После ряда громких публикаций в прессе, протестов филателистических организаций и запрета на приём франкированной такими марками корреспонденции Симеон в интервью газете «Дейли скетч» был вынужден квалифицировать продановские эмиссии как благотворительные наклейки. Их издание было свёрнуто, а сам Проданов в конце 1960-х годов умер. Оба выпуска «Царской болгарской почты» стоят в «чёрном списке» Международной федерации филателии по решению её мюнхенского конгресса 1966 года.

## Военная пропаганда

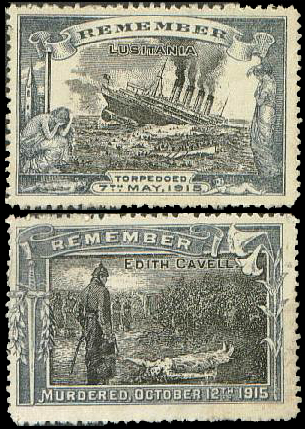
Британские пропагандистские марки, посвящённые потоплению «Лузитании» и казни Эдит Кэвелл (1915)

Военно-пропагандистская филателия может быть рассчитана как на свою аудиторию — с целью поднятия её морального духа, — так и на вражескую и/или оппозиционно настроенную — с целью склонения её к коллаборационизму. Издателем подобных марок может выступать как государство (обычно в лице своих пропагандистских ведомств и/или спецслужб), так и неправительственные организации и даже частные лица. В отличие от пропагандистских открыток, военно-пропагандистские почтовые марки благодаря своим небольшим размерам и способности к мимикрии обладают бо́льшим потенциалом проникновения внутрь неприятельских коммуникаций и доступностью для его населения. Такие марки являются одним из действенных орудий в психологических, информационных, идеологических войнах.

В период Первой мировой войны воюющие державы ограничивались, в основном, подделками почтовых марок противника — как с целью дестабилизации его почтовых коммуникаций, так и с целью оптимизации массовых рассылок пропагандистских материалов через своих резидентов, чтобы закупки соответствующих почтовых марок для франкировки писем не вызывали подозрений у вражеских спецслужб. Из пропагандистских эмиссий можно отметить британскую серию «Помните» («Remember»), посвящённая потоплению в мае 1915 года германской подлодкой пассажирского корабля «Лузитания» (в дизайне по мотивам германских колониальных почтовых марок) и казни Эдит Кэвелл (Edith Cavell), медсестры, которая скрывала от оккупантов и тайно переправляла на родину раненых британских солдат в занятой немцами Бельгии. Эдит была поймана, приговорена к смерти и в октябре 1915 года расстреляна. 

Германские пропагандистские виньетки «Господь, покарай Англию»

 Британцы использовали медсестру Кэвелл как образ мученицы в пропагандистских целях: в течение двух месяцев после её смерти поток добровольцев в армию союзников удвоился, а общественное мнение нейтральных стран (особенно США) радикализировалось, что помогло вовлечь США в войну на стороне Антанты.
Германская сторона распространяла патриотические виньетки с популярным в своей армии слоганом «Боже, покарай Англию!» (нем. Gott strafe England!). Впервые эта фраза прозвучала в стихотворении Эрнста Лиссауэра «Песнь ненависти к Англии», больше известном под названием «Гимн ненависти».
Вторая мировая война вызвала расцвет пропагандистских марок-пародий. Англо-американские военно-пропагандистские марки, в основном, очерняли конкретные персоны, вождей Третьего рейха. Нацистская филателистическая пропаганда, как правило, предпочитала более обобщённое высмеивание идеологических установок стран антигитлеровской коалиции. Её ходовые темы — союз капиталистов с большевиками, юдофобия, масонский заговор. На своих марках-пародиях Берлин хвастался военными победами, англо-американцы этого старались избегать (любая победа влечёт неизбежные жертвы среди гражданского населения).
Совокупно за период войны было выпущено более трёхсот различных пропагандистских марок. Немцы пародировали британские коммеморативные и стандартные почтовые марки. Британцы подделывали и пародировали почтовые марки Германии, вишистской Франции, Италии, Марокко, Голландии, Норвегии и Генерал-губернаторства (часть Польши под управлением марионеточного режима). Американцы пародировали почтовые марки Германии и Японии, французские налоговые марки и партийные марки НСДАП. В СССР до подделок почтовых марок предпочитали не опускаться, хотя и практиковали выпуск пропагандистских открыток, на обороте которых печатались поддельные оттиски стандартных почтовых марок рейха.

## Сепаратистская пропаганда

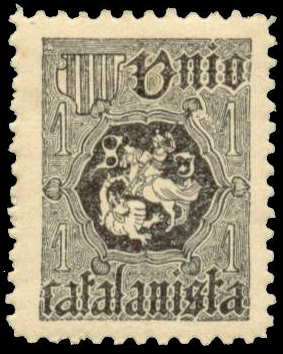
Марка Союза каталонцев (Испания, 1899)

### Маркикаталонскихсепаратистов(Испания)
С 1896 по 1906 год свои пропагандистские марки выпускало сепаратистское движение Союз каталонцев (кат. Unió Catalanista), учреждённое в 1891 году. Наиболее известной является выпущенная ими серия 1899 года с изображением конного святого Георгия (символизировавшего каталонцев), поражающего копьём змея (мадридское правительство Испании). Предполагалось, что эти марки должны наклеиваться на конверты рядом с официальными почтовыми эмиссиями.
Однако в Мадриде оперативно запретили почте обрабатывать подобную корреспонденцию. По подсчётам специалистов всего сепаратистам Каталонии удалось выпустить 78 разных марок, причём число разновидностей некоторых из них достигает 65. Аналогичные марки с теми же целями, но с меньшим размахом выпускались и в других испанских провинциях — Арагоне, Галисии, Стране Басков и др.

### Маркибретонскихсепаратистов (Франция)

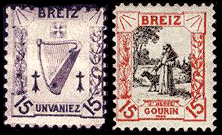
Марки Федерации регионалистов Бретани (Франция, 1903 и 1904)

Выпуском пропагандистских марок в начале XX века озаботилась Федерация регионалистов Бретани (фр. Fédération régionaliste de Bretagne). В 1903 и 1904 годах она приурочила к своим ежегодным съездам эмиссии марок, предназначавшихся для наклеивания на конверты рядом с официальными французскими почтовыми марками и бомбардировки такими письмами членов парламента Франции. Первый выпуск имел номиналы в 5 и 15 сантимов, рисунок марок содержал кельтскую арфу, два хвостика горностая, крест и надписи на бретонском языке «Breiz» («Бретань») и «Unvaniez» («Союз»). На марках второго выпуска изображён Святой Гервей (Saint Hervé), слепой покровитель Бретани, с волком-поводырём.

### Маркиирландскихсепаратистов (Британская империя)

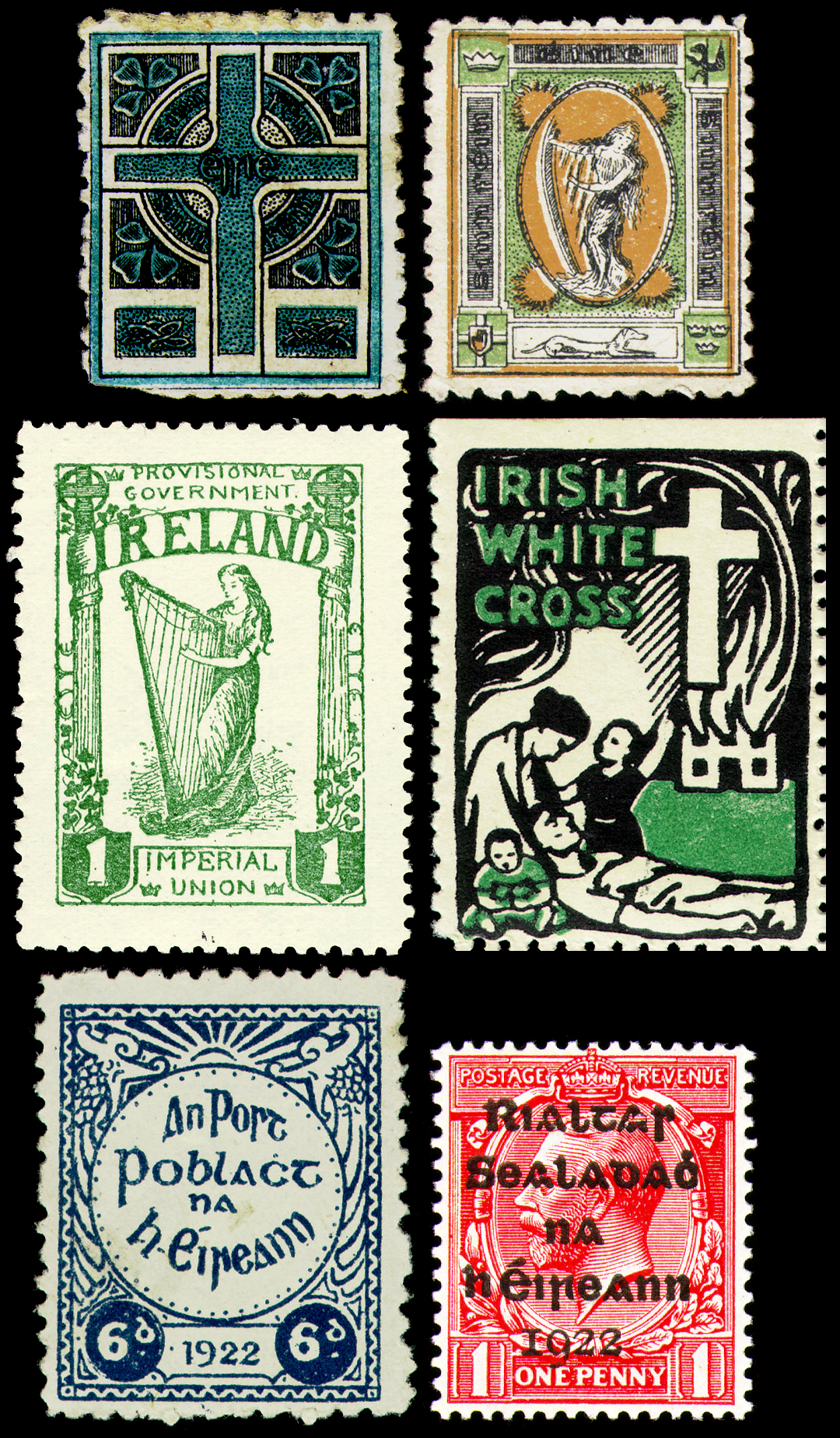
«Марки-предшественницы», выпускавшиеся ирландскими сепаратистами (1901—1922), и первая официальная почтовая марка независимой Ирландии (1922)

Самые первые выпуски ирландских пропагандистских марок датируются 1865—1867 годами, но по-настоящему массовыми и заметными подобные акции стали в начале XX века. Пропагандистские марки наклеивались на конверты встык с официальными почтовыми марками Великобритании, и в таком виде письма проходили почту, а марки погашались общими штемпелями — в этом, по замыслу сепаратистов, состоял политический жест. Некоторые подобные «марки» распространялись как заготовки для маленьких трёхцветных ирландских флажков — их следовало обернуть вокруг булавки, склеить половинки между собой и носить получившийся флажок на своей одежде. Впрочем они же известны и прошедшими почту на конвертах.

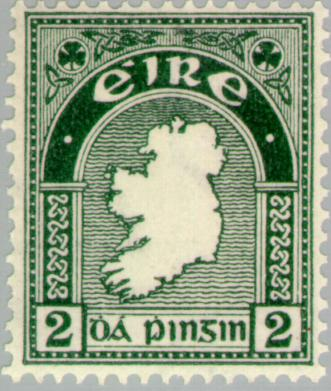
Первая оригинальная почтовая марка Ирландии (1922)

Инициаторами эмиссий пропагандистских марок были националистические организации: Шинн Фейн (в переводе — «Мы сами»), Ирландская юнионистская партия, Ирландская республиканская армия (ИРА) и, возможно, некоторые другие. Кто из них за какой выпуск в ответе, порой до сих пор сохраняется в тайне. Некоторые марки содержат цифру своего номинала, другие нет, однако второй после пропаганды целью всех марочных выпусков являлся сбор финансовых средств на содержание сепаратистов. Самой близкой по статусу к легальным почтовым маркам является подготовленная к выпуску, но так и не увидевшая свет эмиссия ИРА 1922 года. Она была напечатана для предоплаты стоимости пересылки почты на республикански настроенном юге Ирландии в ходе гражданской войны.
Первые официальные почтовые марки новорождённого ирландского государства выпущены в феврале 1922 года. Фактически все более ранние выпуски являются не более чем пропагандистскими фантазиями, однако для них в филателии придуман особый «щадящий» термин — «марки-предшественницы».

### Марки индийских сепаратистов (Британская империя)
Эти пропагандистские марки были созданы художниками Вернером и Марией фон Акстер-Хойдтласс (нем. Werner und Maria von Axster-Heudtlass) и отпечатаны в 1943 году в Берлине германской правительственной типографией для индийских антибритански настроенных националистов. Адольф Гитлер, санкционировавший выпуск, был далёк от идей о независимой Индии, но счёл полезным поддержать, в числе прочих, и инициативу Субхаса Чандра Боса, возглавлявшего сепаратистов. Бос к тому времени стал одним из лидеров движения за национальное освобождение Индии, неоднократно встречался с Махатмой Ганди, но, в отличие от него, был сторонником насильственных методов решения вопроса.

Марки Азад Хинд, включая малотиражную номиналом в 1 + 2 рупии(Mi #VII). Почтовая марка Индии(Sc #474) к 25-летию провозглашения «временного правительства» Боса (1968, 20 пайсов)

Как и Гитлер, Бос в тюрьме написал книгу («Индийская борьба», опубликована в 1934 году), в 1930 году был избран мэром Калькутты, а в 1938-м — президентом Индийского национального конгресса. В 1940 году Бос был арестован англичанами, в 1941 году бежал через Афганистан и Восточную Европу в Германию. Заключив союз с нацистами, Бос сформировал из 3115 пленных индийского происхождения, захваченных немцами в Северной Африке, «Армию Свободной Индии» — 950-й пехотный полк, использовавшийся в противовоздушной обороне укреплений береговой линии во Франции, а в 1944 году переподчинённый «Ваффен-СС». Сам Бос впрочем за год до этого отбыл на подлодке в Японию, а затем в захваченный японцами Сингапур. Там он публично объявил о создании временного правительства Азад Хинд, «свободной Индии» (англ. Arzi Hukumat-e-Azad Hind) и войне с Британией и США, а также принял под формальное управление Андаманские и Никобарские острова (захваченные японцами) и сформировал Индийскую национальную армию из 35 тысяч человек, попавших в японский плен при взятии Сингапура, Малайи и других колоний в Индокитае. Большая часть армии сражалась плечом к плечу с японцами, продвигаясь вплоть до Бирмы, где была, наконец, разбита англичанами у Импхала, столицы приграничного штата Манипур нынешней Индии, и фактически перестала существовать. Сам Бос со своим ближайшим окружением погиб в авиакатастрофе при взлёте самолёта в аэропорту Формозы (Тайваня) в августе 1945 года за два дня до капитуляции Японии (существует, правда, версия, что он негласно намеревался перебраться в Маньчжурию, чтобы сдаться СССР).
Тираж каждого номинала выпущенных немцами пропагандистских марок Азад Хинд был 1 млн экземпляров, кроме марки 1 + 2 рупии (4 тыс.). Предполагается, что вторая цифра в двойных номиналах на всех марках предназначалась для сбора средств в партийную кассу индийских повстанцев. Марки попали на филателистический рынок, будучи в 1944 году украденными и в 1949 году тайно вывезенными одним из марочных дилеров на Запад с территории будущей ГДР. Сомнительные манипуляции с целью разогрева рынка вызвали возмущение общественности и повлекли обвинения торговцев в мошенничестве, однако председатель окружного суда Нюрнберга, где слушалось дело, в апреле 1954 года постановил, что торговля марками всегда спекуляция — и на этом основании отклонил иск.
Субхас Бос почитается в нынешней Индии наравне с Джавахарлалом Неру и Махатмой Ганди. В частности, Индия периодически издаёт почтовые марки в память о нём, его «армии» и «временном правительстве».

Пропагандистская виньетка и почтовые марки Катанги (надпечатки на марках Бельгийского Конго и Конго-Киншаса; 1960—1963)

### МаркиКатанги(Конго)

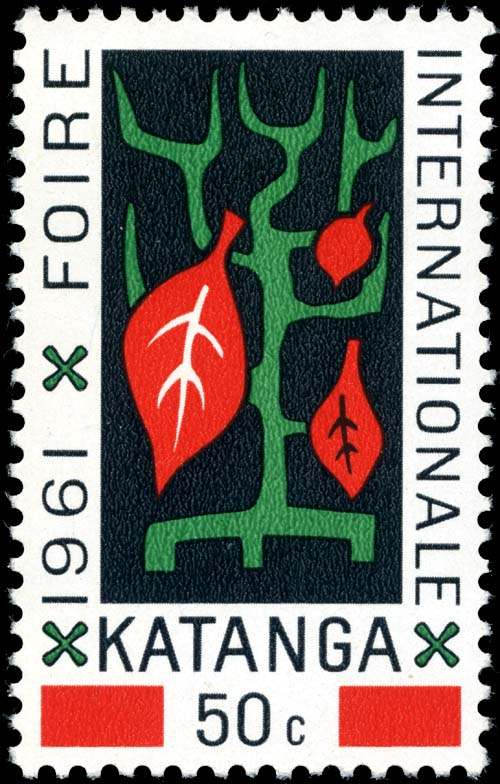
Оригинальная почтовая марка Катанги (1961)

Эта южная провинция бывшего Бельгийского Конго богата месторождениями меди, олова, урана, кобальта, радия, алмазов и т. д., чем заметно отличается от остальных частей страны. С начала XX века вокруг разработки этих ресурсов сложился картель бельгийских добывающих компаний. Когда в июне 1960 года на волне деколонизации Бельгия предоставила этой своей колонии независимость, меньше чем через месяц после этого организованная бельгийским бизнесом марионеточная администрация Катанги объявила об отделении последней от новорождённого Конго и образовании независимого государства. Это привело к вооружённому конфликту с центральным правительством Конго, причём на стороне сепаратистов оказался шеститысячный контингент бельгийских войск (при этом сама Бельгия не рискнула официально признать режим Катанги).
Несмотря на международное непризнание, Катанга с 1960 по 1963 год выпускала собственные почтовые марки и пропагандистские виньетки. Бойкот впрочем не касался почтовой корреспонденции, франкированной марками Катанги, — она пересылалась вне страны беспрепятственно и невзирая на отсутствие членства Катанги во Всемирном почтовом союзе. Любопытно, что, распространяя свои пропагандистские марки среди филателистов, сепаратистский режим честно снабжал их дополнительным листком с предупреждением на двух языках, французском и суахили, о непочтовом характере этих эмиссий.
С помощью миротворческих сил ООН, длительных боевых действий и переговоров в январе 1963 года властям Конго удалось вернуть Катангу в состав страны.

### Марки шотландских сепаратистов (Великобритания)

Пропагандистские виньетки Шотландской национальной партии, авторства Венди Вуд с портретом Роберта Бёрнса. Почтовая марка Великобритании 1966 года номиналом в 4 пенса(Sc #444), выпуска которой они добивались

В 1959 году британское почтовое ведомство анонсировало на 1964 год выпуск первой почтовой марки Великобритании с изображением портрета иного человека, нежели монарха королевства, — Уильяма Шекспира. При этом, по сообщениям прессы, рассматривалась также кандидатура шотландца Роберта Бёрнса, но была отвергнута, несмотря на 200-летие со дня рождения поэта.
Спор идёт в Палате жаркий

У шотландцев с Кабинетом,

Спор идёт у них о марке

С круглой датой и портретом.

Кто же будет на портрете?

Высочайшая особа?

Нет, прославят марки эти

Бёрнса Роба — хлебороба.

Говорят министры в гневе:

— Вам бы вспомнить не мешало,

Что доныне королеве

Эта честь принадлежала!

— Но звучит ответ суровый:

— Короли у нас бывали.

Ну, а Роберта Второго

Вы отыщите едва ли.[^]
История началась с того, что по случаю юбилея Бёрнса депутаты английского парламента (Палаты общин) от Шотландии предложили выпустить соответствующую марку с его портретом. Однако британский министр почт и телеграфа отреагировал на депутатское предложение категорическим отказом. Он мотивировал своё решение как раз тем, что до сих пор на английских марках разрешалось помещать только портреты королей и королев, а не частных лиц. Советский поэт С. Я. Маршак, почитатель Роберта Бёрнса и переводчик его произведений на русский язык, с осуждением откликнулся на это известие[≡]. Запрет на марку с Бёрнсом вызвал протест и среди националистически настроенных соотечественников поэта. В частности, Шотландская национальная партия отпечатала и распространяла за небольшую плату пропагандистские марки с Робертом Бёрнсом и надписью «Свободная Шотландия». По их задумке марки должны были наклеиваться рядом с официальной почтовой маркой страны с портретом Шекспира.
Но гораздо большую известность получила иная акция. Проблему ущемления Роберта Бёрнса на марках Великобритании близко к сердцу восприняла мисс Венди Вуд, горячая поклонница его таланта и убеждённая сепаратистка. Она отпечатала на ручном прессе и стала распространять почтовые конверты с лозунгом «Если Шекспир, почему не Бёрнс?» и несколько видов собственных пропагандистских марок с целью организовать массовую спам-атаку по почте соответствующих запросов в адрес премьер-министра Великобритании, всех членов британского парламента и министра почт. При франкировке этих писем Венди Вуд использовала только свои собственные марки. Она рассуждала, что почтовое отделение либо примет отправление так, либо заставит чиновников-получателей оплатить стоимость пересылки. Общий тираж марок мисс Вуд составил около 30 тысяч экземпляров. Некоторую его часть она перфорировала на швейной машинке, но большая часть тиража осталась без перфорации.
Голос общественности был услышан: британская почта согласилась выпустить почтовую марку в память о Роберте Бёрнсе, причём даже не дожидаясь круглой даты рождения, в год 170-летия со дня смерти великого поэта. Удовлетворённая Венди Вуд после этого отослала начальнику Королевской почты Эдинбурга, столицы Шотландии, печатные пластины, с которых она производила тиражи своих пропагандистских марок. О его реакции на этот жест не сообщается.
Версия о результативности кампании Венди Вуд не единственная. Вот что пишет Борис Стальбаум в брошюре «Что надо знать филателисту»:
Именно советская «филателистическая персоналия» побудила английское почтовое ведомство нарушить вековую традицию. На марках Великобритании более ста лет печатались исключительно портреты короля или королевы. 23 апреля 1964 г. на английской марке впервые появился портрет некоронованного англичанина — Вильяма Шекспира. Казалось бы, что великий драматург, которого когда-то называли «потрясателем подмостков», стал потрясателем основ английской филателии. Однако, как свидетельствует член английского парламента Эмрис Хьюз, эта честь принадлежит советской марке. Всё началось с портрета Роберта Бёрнса. «В 1959 году, — пишет Э. Хьюз, — мне довелось присутствовать в Москве на юбилейном вечере, посвящённом 200-летию со дня рождения Роберта Бёрнса. Когда закончилась торжественная часть, ко мне подошёл советский министр связи и вручил конверт с марками. На каждой из марок был портрет шотландского барда. Признаться, я испытал в эту минуту острое чувство стыда. Министр, разумеется, чувствовал вполне законную гордость: ещё бы, в России выпущены марки с портретом Бёрнса, а в Англии — нет! Я готов был сквозь землю провалиться, хотя моей вины в этом не было.

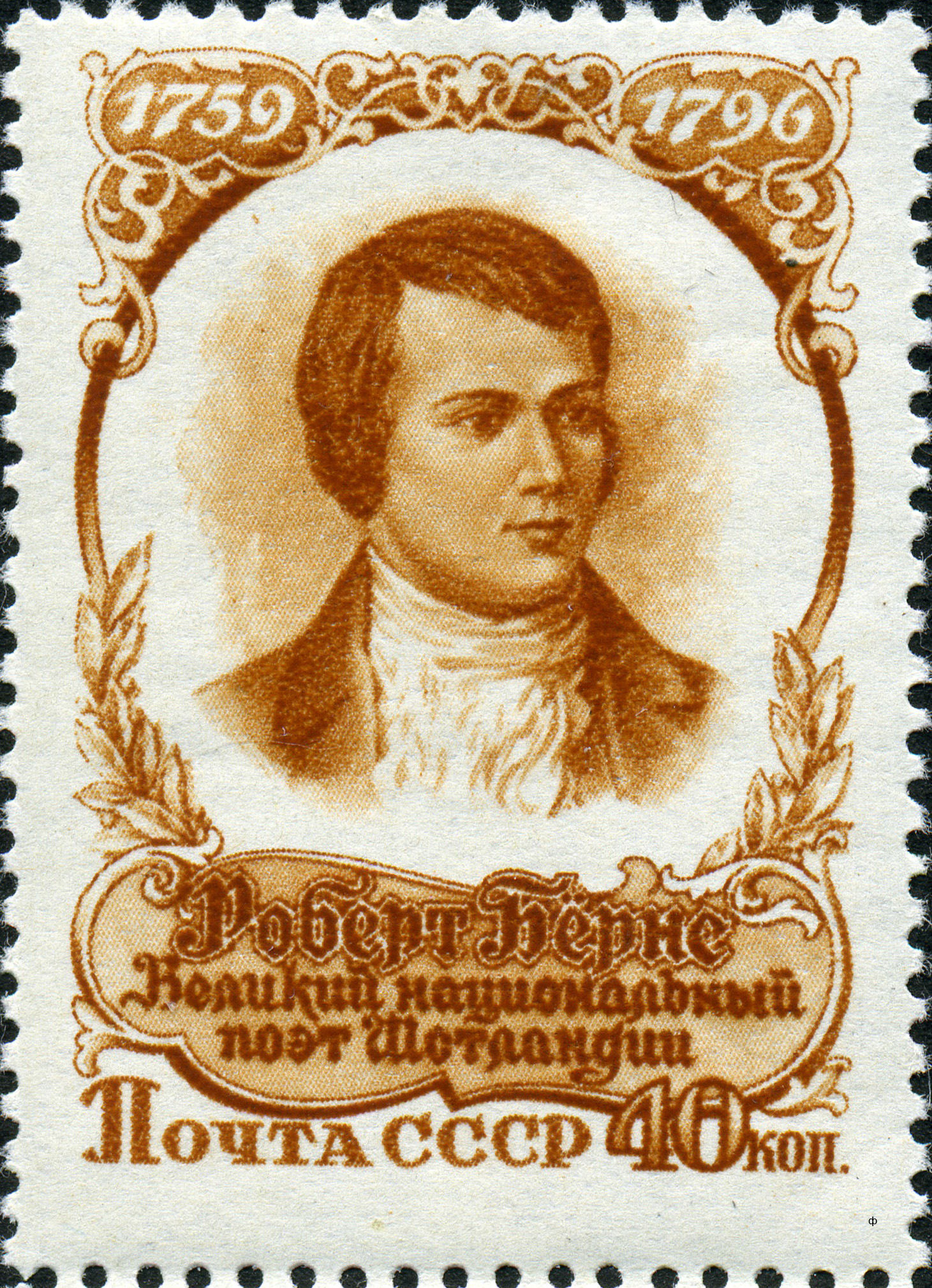
Почтовая марка СССР, посвящённая Роберту Бёрнсу, 1956, 40 копеек

Чтобы не страдать от сознания ущемлённой национальной гордости в одиночку, я решил пристыдить тогдашнего премьер-министра Англии Гарольда Макмиллана, благо он тоже был в это время в Москве. На приёме в английском посольстве я вручил ему свой презент — две марки с портретом Бёрнса. С недоумением взглянув на них, Макмиллан опросил: „Что это?“ — „Русские марки, выпущенные в честь Бёрнса, — ответил я. — Можете наклеить их на конверт и отправить нашему министру почт письмо с уведомлением, что Россия обогнала Великобританию в этом деле“. Острый эпизод не прошёл даром. Об этом убедительно свидетельствует странная дата выпуска первой английской марки с портретом Бёрнса. Она появилась в день… 207-летия со дня рождения поэта».
Представляется наиболее вероятным, что свою роль в продвижении идеи о срочной необходимости выпуска британским почтовым ведомством почтовой марки в память о Роберте Бёрнсе сыграли все перечисленные выше кампании, а не какая-то одна из них. В Советском Союзе выходили не две, а три марки, чествовавшие Бёрнса, — в 1956, 1957 и 1959 годах. Эти почтовые миниатюры были одинакового дизайна — с портретом Бёрнса и надписью: «Великий национальный поэт Шотландии». При этом марка 1956 года (ЦФА [АО «Марка»] № 1932) была жёлто-коричневого цвета, марка 1957 года (ЦФА [АО «Марка»] № 2016) — другого цвета и другого способа печати (металлография), а в третьем случае (ЦФА [АО «Марка»] № 2283) на марке № 2016 была сделана типографская надпечатка красного цвета «1759 1959». Чарльз Диккенс и О. Генри также появились впервые на советских марках.

Марки «Республики острова Розы» после её ликвидации: момент взрыва платформы (слева) и надпечатка «Военная оккупация Италии» (1968)

### Марки «Республики острова Розы» (Италия)
Выпуск собственных марок, претендующих на звание почтовых, — одна из характерных черт многих самопровозглашённых виртуальных государств, таким образом они стремятся продемонстрировать реальным государствам атрибут своего суверенитета и равный с ними статус. В частности, свои марки выпускала и «Республика острова Розы» (эсп. Respubliko de la Insulo de la Rozoj), провозглашённая в июне 1968 года итальянским инженером Джорджио Роза (итал. Giorgio Rosa) на купленной им за 100 млн лир (примерно 800 тысяч евро) 400-метровой платформе в Адриатическом море, находящейся в 11,6 км от Римини в нескольких сотнях метров от тогдашней границы итальянских территориальных вод. Хозяин платформы устроил на ней ресторан, бар, ночной клуб, магазин сувениров, по некоторым данным радиостанцию, а также почтовое отделение.
Государственным языком нового образования был определён эсперанто, валютой — миллы (отпечатаны и отчеканены так и не были). Джорджио Роза занялся производством марок и популяризацией своей затеи в итальянской прессе для привлечения публики и бизнеса на освобождённый от налогов Италии «остров». История закончилась высадкой на платформу четырёх карабинеров и налогового инспектора. Перед депортацией с неё Роза успел послать телеграмму итальянскому правительству, где он выражал возмущение «оккупацией суверенного государства». Вскоре после этого платформа была уничтожена военно-морским флотом Италии. Впрочем Роза организовал на континенте «правительство в изгнании» и надпечатал свои оставшиеся марки словами «Военная итальянская оккупация» (эсп. «Milita itala okupado»).

### Маркитибетскихсепаратистов (КНР)
В начале 1950-х годов Китай обрёл контроль над Тибетом, однако со второй половины 1950-х администрация США стала открыто поддерживать тибетское повстанческое движение, в результате чего духовный лидер Тибета Далай-лама XIV пошёл на обострение отношений и в 1959 году попытался совершить неудачный переворот в Лхасе, после чего ЦРУ организовало ему побег из страны. Согласно некоторым рассекреченным документам Госдепа США, в 1960-х и начале 1970-х годов на тибетский сепаратизм выделялось ежегодно до 1,7 млн долларов.
В частности, организованное в соседней Индии (в городе Дхарамсала) Тибетское правительство в изгнании приступило к выпуску пропагандистских марок от имени Тибета. Последние не имели реального почтового хождения, но несли идеологическую нагрузку как один из способов легитимизации власти. В 1972 году в Австралии была заказана и эмитирована серия из четырёх марок с изображениями антилопы, гималайского медведя, яка и леопарда. В 1974 году увидел свет второй и последний выпуск «тибетских» марок, состоявший также из четырёх штук, на сей раз прямо разъясняющий суть притязаний Далай-ламы и снабжённый его портретами.

Второй выпуск марок Тибетского правительства в изгнании (1974)

После нормализации отношений с КНР и фактического признания международным сообществом китайского суверенитета над Тибетом спонсорство сепаратистов со стороны США уменьшилось и стало лишь косвенным, через сеть неправительственных организаций. Радикальные повстанцы в Тибете были разгромлены НОАК, а Далай-лама стал искать пути мягкого сближения с КНР, отстаивая концепцию большей автономии края «в сотрудничестве с Китайской Народной Республикой». В 2001 году Далай-лама объявил, что если у тибетского народа будет избираемая политическая власть, институт далай-лам может утратить свою актуальность и он будет счастлив тогда позволить этому институту умереть вместе с ним. Ни одного упоминания о выпусках марок на сайтах Далай-ламы нет.

## Средство лоббирования

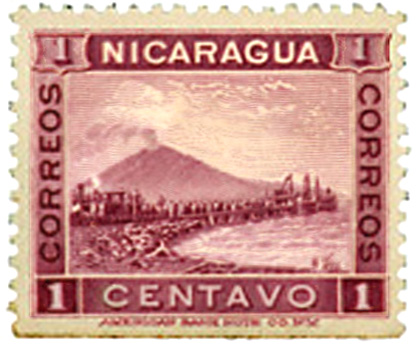
Вулкан Момотомбо на марке Никарагуа (1900). Именно это изображение повлияло на исход спора между никарагуанским и панамским планами канала

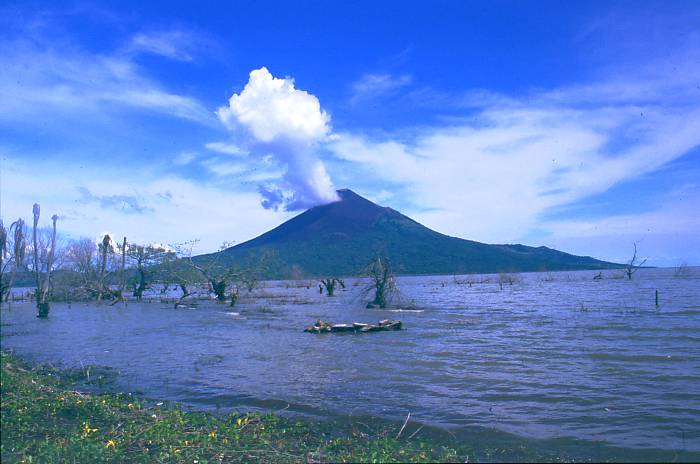
Современная фотография вулкана Момотомбо

Отдельным видом филателистической пропаганды можно считать применение почтовых марок в целях лоббирования интересов тех или иных политических сил и корпораций. Возможно, наиболее известным случаем такого «филателистического» лоббирования является история строительства Панамского канала. Первоначально американский проект канала, соединяющего Тихий и Атлантический океаны, предусматривал его прокладку на территории Никарагуа, что шло вразрез с планами французского синдиката, купившего под будущий канал землю в Панаме. С целью лоббирования в американском правительстве французского проекта его глава Филипп-Жан Бюно-Варийя нанял нью-йоркского адвоката Вильяма Нельсона Кромвеля (англ. William Nelson Cromwell). Несмотря на усилия последнего, Палата представителей Конгресса США практически единогласно приняла 9 января 1902 года закон о строительстве никарагуанского канала.
Вскоре в поле зрения отчаявшегося Филиппа Бюно-Варильи попались почтовые марки Никарагуа с изображением действующего вулкана Момотомбо, которые для небольшой центральноамериканской страны печатались в то время American Bank Note Company (Американской банкнотной компанией). Никарагуанские власти утверждали, что вулкан расположен слишком далеко от места строительства канала и что последний раз он проявлял активность в 1835 году. Однако на марках он был запечатлён дымящимся, и Бюно-Варилья решил этим воспользоваться. Он подготовил пропагандистские листовки об опасном вулкане с заголовком «Официальное доказательство вулканической активности в Никарагуа», наклеил на каждую из них «компрометирующую» марку и 16 июня 1902 года разослал их сенаторам. На следующий день сенатор Галлингер (Jacob Harold Gallinger) сделал официальный запрос о том, насколько целесообразно предпринимать колоссальную работу в стране, на марках которой в качестве национального символа изображается огнедышащий вулкан. 19 июня билль в пользу панамского проекта хоть и с трудом (с перевесом в восемь голосов), но был принят Сенатом США. План Панамского канала имел и другие, более явные преимущества, в том числе почти трёхкратную дешевизну, однако злополучные марки сыграли решающую роль в его принятии. 29 июня президент Теодор Рузвельт подписал билль. Следует также заметить, что в 1905 году, уже во время строительства Панамского канала, на вулкане Момотомбо всё-таки произошло извержение, как бы в подтверждение его активного статуса, зафиксированного на рисунке никарагуанских марок. В настоящее время блок этих марок размещён в качестве экспоната в Музее межокеанического канала (Interoceanic Canal Museum) в Панаме.